# Campoplex valens
Campoplex valens är en stekelart som först beskrevs av Cresson 1865.  Campoplex valens ingår i släktet Campoplex och familjen brokparasitsteklar. Inga underarter finns listade.